# Майлс Телър
Майлс Алегзандър Телър (на английски: Miles Alexander Teller) (роден на 20 февруари 1987 г.) е американски актьор. Участва във филми като „Живея за момента“ (2011), „Дивергенти“ (2014), „Камшичен удар“ (2014) и „Фантастичната четворка“ (2015).

## Личен живот
През 2007 г. претърпява автомобилна злополука, която му оставя белези по лицето и врата. От 2013 г. се среща с модела Келий Спери.

## Частична филмография
- 2010 – „Заешка дупка“ (Rabbit Hole)
- 2011 – „Вихърът на танца“ (Footloose)
- 2012 – „Проектът Х“ (Project X)
- 2013 – „От 21 нагоре“ (21 & Over)
- 2014 – „Камшичен удар“ (Whiplash)
- 2014 – „Дивергенти“ (Divergent)
- 2015 – „Дивергенти 2: Бунтовници“ (The Divergent Series: Insurgent)
- 2015 – „Фантастичната четворка“ (Fantastic Four)
- 2016 – „Дивергенти 3: Предани“ (The Divergent Series: Allegiant)
- 2016 – „В голямата игра“ (War Dogs)